# Oxilofrina
Oxilofrina (também conhecida como metilsinefrina, hidroxiefrina, oxiefrina e 4-HMP) é uma droga estimulante, da classe das anfetaminas, quimicamente relacionada à efedrina e à sinefrina.
A oxilofrina é uma substância proibida pela Agência Mundial Antidoping (WADA) em competições. Foi encontrada como adulterante em alguns suplementos alimentares. Mesmo após a carta de advertência emitida pela Food and Drug Administration (FDA) para que o fármaco fosse retirado do mercado, algumas empresas de suplementos esportivos e perda de peso continuam a usar a oxilofrina como um princípio ativo não declarado em seus produtos.

## História
A oxilofrina foi desenvolvida na década de 1930 como um estimulante cardíaco, sob o nome comercial Suprifen (Bayer) e, combinada com adenosina, foi vendida sob o nome Carnigen (Hoechst AG).
Em combinação com a normetadona, a oxilofrina foi comercializada como um supressor d tosse sob o nome comercial de Ticarda. Em 2021, e essa formulação ainda era fabricada no Canadá pela companhia farmacêutica Valeant e vendida sob o nome comercial Cophylac.
Vários outros estimulantes e vasodilatadores foram desenvolvidos como derivados químicos da oxilofrina, como a  bufenina.
No Brasil, a oxilofrina se tornou uma substância controlada em maio de 2018  por determinação da Agência Nacional de Vigilância Sanitária (Anvisa).